# HC Panter Tallinn
Der HC Panter Tallinn (estnisch Jäähokiklubi HC Panter/Purikad) ist ein estnischer Eishockeyclub aus Tallinn, der 2001 gegründet wurde und in der Meistriliiga spielt. Die Heimspiele des Vereins werden in der Škoda Jäähall ausgetragen.

## Geschichte
Der HC Panter Tallinn wurde 2001 gegründet und nahm bis 2006 an der Meistriliiga teil. Anschließend stellte der Verein den Spielbetrieb aus finanziellen Gründen ein, ehe der Verein 2011 durch eine Fusion mit dem Nachwuchsverein Tallinn Purikad wiederbelebt wurde. In der Folge spielte der Verein als Tallinn HC Panter/Purikad, später verzichtete der Verein auf den Zusatz Purikad.

## Erfolge
- Estnischer Meister (1): 2004